# Billère
Cet article possède un paronyme, voir Bilhères.
Ne doit pas être confondu avec Billière, commune de la Haute-Garonne
Billère (prononcé [bijɛʁ] ; en béarnais Vilhèra ou Bilhère) est une commune française, située dans le département des Pyrénées-Atlantiques en région Nouvelle-Aquitaine.
Le gentilé est Billérois.

## Géographie

### Localisation
Commune de l'aire d'attraction de Pau située dans son unité urbaine en Béarn, au sud-ouest de Pau.

### Communes limitrophes
Les communes limitrophes sont  Jurançon, Laroin, Lons et Pau.
| Lons                        |          |     |
| Laroin (par un quadripoint) | Billère  | Pau |
|                             | Jurançon |     |

### Hydrographie

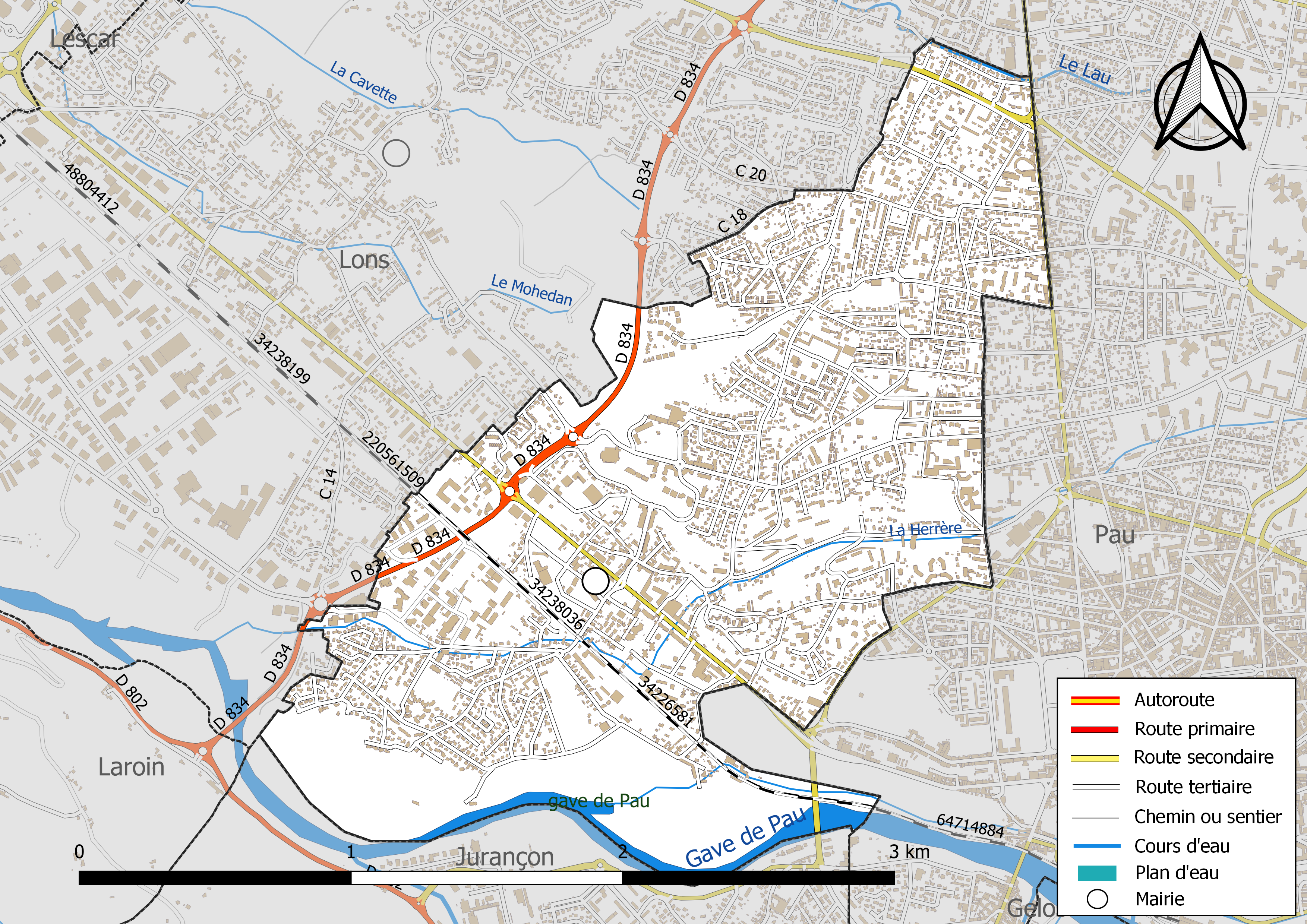
Réseaux hydrographique et routier de Billère.

La commune est drainée par le gave de Pau, le Lau, la Herrère et par divers petits cours d'eau, constituant un réseau hydrographique de 6 km de longueur totale,.
Le gave de Pau, d'une longueur totale de 192,8 km, prend sa source dans la commune de Gavarnie-Gèdre et s'écoule du sud-est vers le nord-ouest. Il longe la commune sur son flanc sud et se jette dans l'Adour à Saint-Laurent-de-Gosse, après avoir traversé 88 communes.

### Climat
Pour des articles plus généraux, voir Climat de la Nouvelle-Aquitaine et Climat des Pyrénées-Atlantiques.
Historiquement, la commune est exposée à un climat de montagne.  
En 2020, Météo-France publie une typologie des climats de la France métropolitaine dans laquelle la commune est toujours exposée à un climat de montagne et est dans la région climatique Pyrénées atlantiques, caractérisée par une pluviométrie élevée (>1 200 mm/an) en toutes saisons, des hivers très doux (7,5 °C en plaine) et des vents faibles.
Pour la période 1971-2000, la température annuelle moyenne est de 13,2 °C, avec une amplitude thermique annuelle de 14,3 °C. Le cumul annuel moyen de précipitations est de 1 310 mm, avec 11,4 jours de précipitations en janvier et 8,4 jours en juillet. Pour la période 1991-2020, la température moyenne annuelle observée sur la station météorologique la plus proche, située sur la commune d'Uzein à 11 km à vol d'oiseau, est de 13,7 °C et le cumul annuel moyen de précipitations est de 1 093,8 mm,. Pour l'avenir, les paramètres climatiques de la commune estimés pour 2050 selon différents scénarios d’émission de gaz à effet de serre sont consultables sur un site dédié publié par Météo-France en novembre 2022.

### Milieux naturels et biodiversité

#### Réseau Natura 2000
Le réseau Natura 2000 est un réseau écologique européen de sites naturels d'intérêt écologique élaboré à partir des Directives « Habitats » et « Oiseaux », constitué de zones spéciales de conservation (ZSC) et de zones de protection spéciale (ZPS).
Deux sites Natura 2000 ont été définis sur la commune au titre de la « directive Habitats », : 
- le « gave de Pau », d'une superficie de 8 194 ha, un vaste réseau hydrographique avec un système de saligues[Note 2] encore vivace[13] ;
- le « parc boisé du Château de Pau », d'une superficie de 18,87 ha, largement dominé par le Hêtre (Fagus sylvatica) sur le versant nord. Il est accompagné par diverses espèces de feuillus comme le Chêne pédonculé (Quercus robur), l’Érable champêtre (Acer campestre), l’Érable sycomore (Acer pseudoplatanus)…[14] ;

#### Zones naturelles d'intérêt écologique, faunistique et floristique
L’inventaire des zones naturelles d'intérêt écologique, faunistique et floristique (ZNIEFF) a pour objectif de réaliser une couverture des zones les plus intéressantes sur le plan écologique, essentiellement dans la perspective d’améliorer la connaissance du patrimoine naturel national et de fournir aux différents décideurs un outil d’aide à la prise en compte de l’environnement dans l’aménagement du territoire.
Une ZNIEFF de type 1 est recensée sur la commune, : 
le « lac d'Artix et les saligues aval du gave de pau » (779,72 ha), couvrant 12 communes du département et une ZNIEFF de type 2,, : 
le « réseau hydrographique du gave de Pau et ses annexes hydrauliques » (3 000,84 ha), couvrant 71 communes dont 10 dans les Landes, 59 dans les Pyrénées-Atlantiques et 2 dans les Hautes-Pyrénées.

## Urbanisme

### Typologie
Au 1er janvier 2024, Billère est catégorisée grand centre urbain, selon la nouvelle grille communale de densité à sept niveaux définie par l'Insee en 2022.
Elle appartient à l'unité urbaine de Pau, une agglomération intra-départementale regroupant 55  communes, dont elle est une commune de la banlieue,,. Par ailleurs la commune fait partie de l'aire d'attraction de Pau, dont elle est une commune du pôle principal,. Cette aire, qui regroupe 227 communes, est catégorisée dans les aires de 200 000 à moins de 700 000 habitants,.

### Occupation des sols

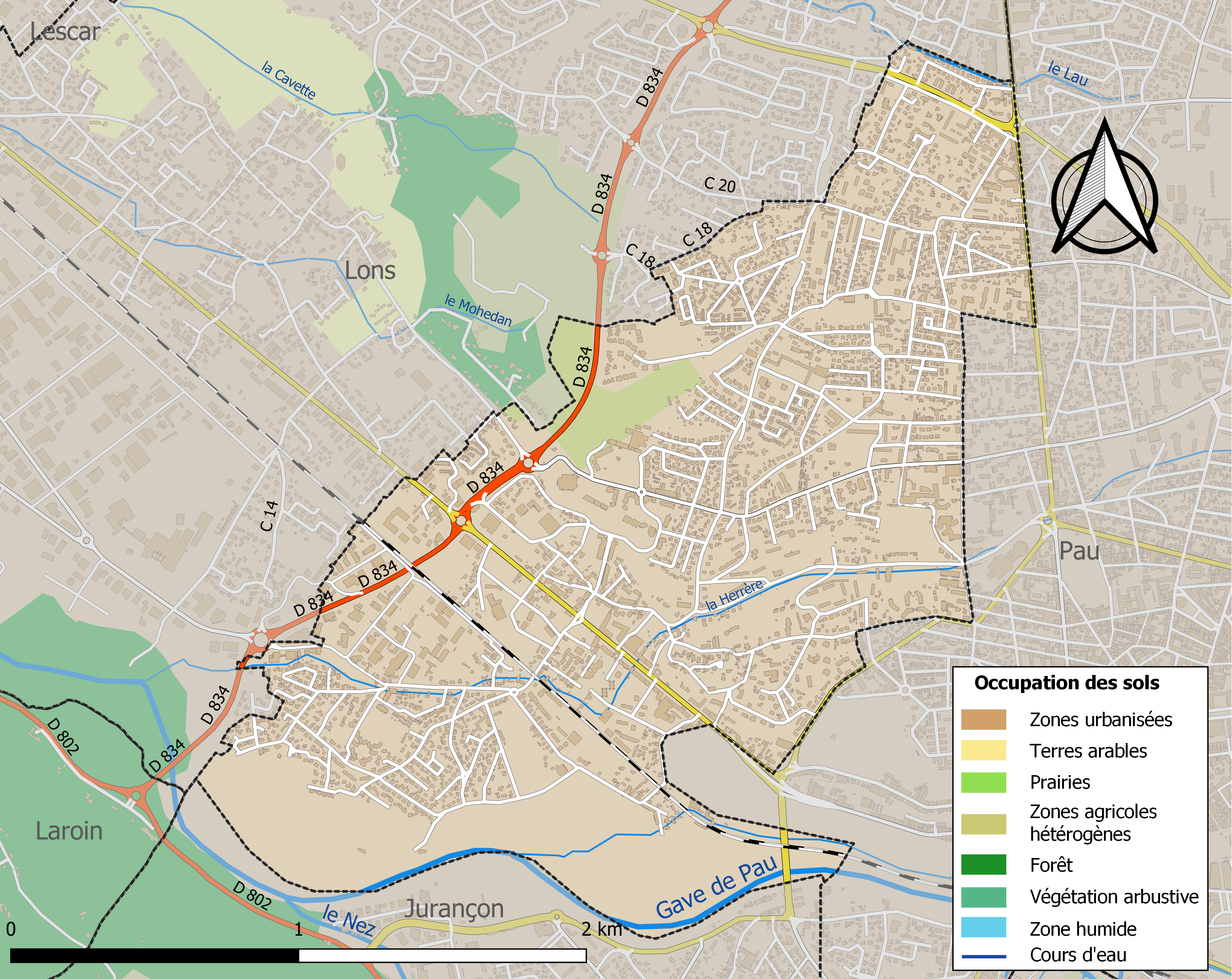
Carte des infrastructures et de l'occupation des sols de la commune en 2018 (CLC).

L'occupation des sols de la commune, telle qu'elle ressort de la base de données européenne d’occupation biophysique des sols Corine Land Cover (CLC), est marquée par l'importance des territoires artificialisés (97,3 % en 2018), en augmentation par rapport à 1990 (94,3 %). La répartition détaillée en 2018 est la suivante : 
zones urbanisées (72 %), espaces verts artificialisés, non agricoles (18 %), zones industrielles ou commerciales et réseaux de communication (7,3 %), zones agricoles hétérogènes (2,7 %). L'évolution de l’occupation des sols de la commune et de ses infrastructures peut être observée sur les différentes représentations cartographiques du territoire : la carte de Cassini (XVIIIe siècle), la carte d'état-major (1820-1866) et les cartes ou photos aériennes de l'IGN pour la période actuelle (1950 à aujourd'hui).

### Voies de communication et transports
Elle est accessible par la route nationale 117, qui relie Toulouse à Bayonne, et les routes départementales 802 et 834.
Le réseau interurbain des Pyrénées-Atlantiques sur sa ligne 801, qui mène de Pau à Orthez, y possède un arrêt.
Billère est desservie par les lignes du réseau de bus Idelis :
- Lescar — Soleil / Billère — Lacassagne ↔ Pau — CST Jean Feger
- Lons — Perlic / Billère — J. Gois ↔ Pau — Cité Multimédia
- Lescar — Soleil ↔ Bizanos — Beau Soleil / Artigueloutan — Salle des Fêtes
- Poey-de-Lescar — Z.A. D817 / Lescar — Collège S. Palay ↔ Idron — Mairie
- Lescar — Soleil ↔ Pau — EFS
- Lons — Perlic Sud ↔ Pau — Pôle Bosquet

La commune est également desservie par le réseau d'autocars interurbains des Pyrénées-Atlantiques :
- Pau — Rue Mathieu Lalanne ⥋ Orthez — Gare SNCF

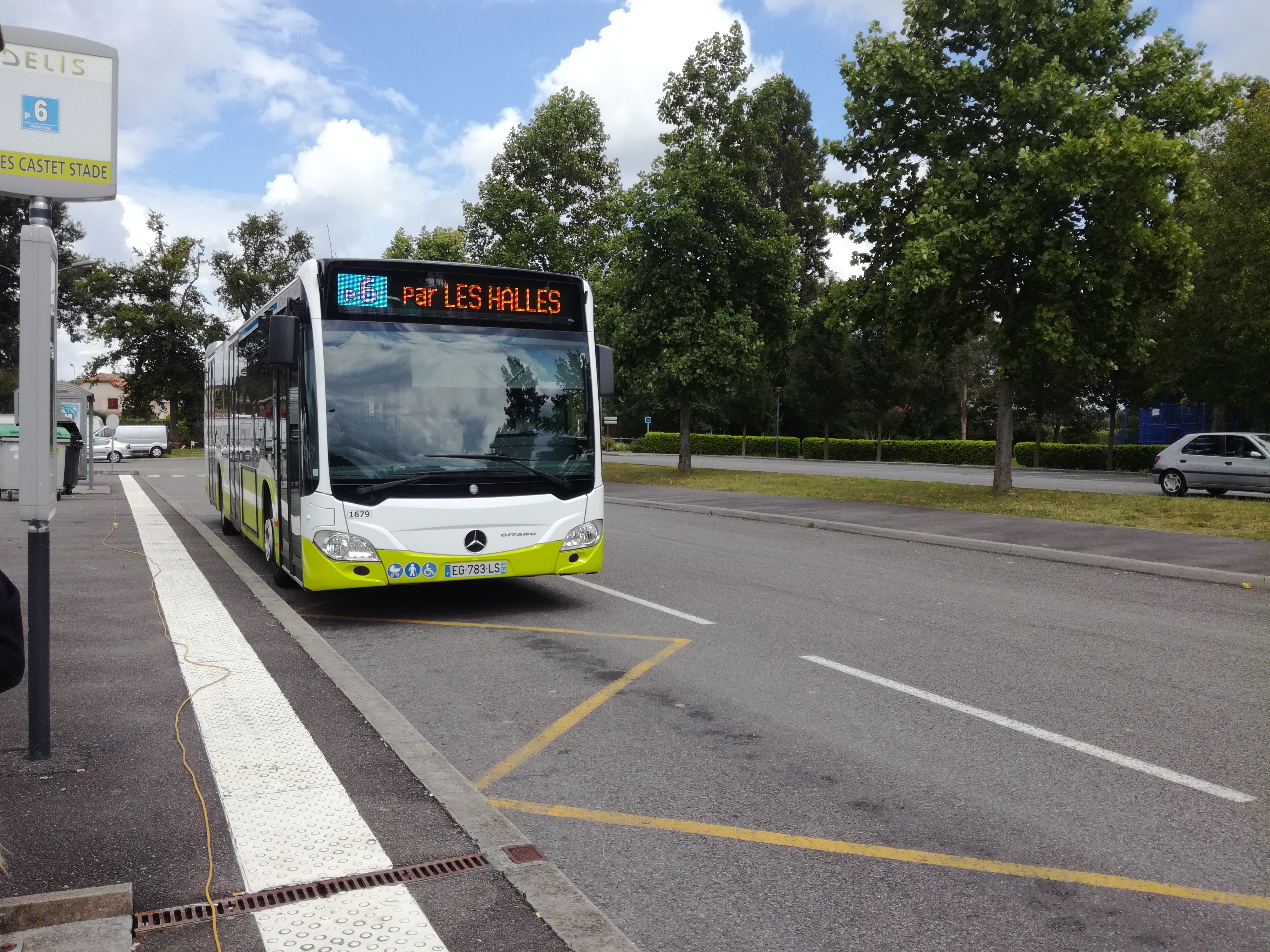
Bus du réseau Idelis

### Risques majeurs
Le territoire de la commune de Billère est vulnérable à différents aléas naturels : météorologiques (tempête, orage, neige, grand froid, canicule ou sécheresse), inondations et séisme (sismicité moyenne). Il est également exposé à un risque technologique,  le transport de matières dangereuses, et à un risque particulier : le risque de radon. Un site publié par le BRGM permet d'évaluer simplement et rapidement les risques d'un bien localisé soit par son adresse soit par le numéro de sa parcelle.

#### Risques naturels
La commune fait partie du territoire à risques importants d'inondation (TRI) de Pau, regroupant 34 communes concernées par un risque de débordement du gave de Pau, un des 18 TRI qui ont été arrêtés fin 2012 sur le bassin Adour-Garonne. Les événements antérieurs à 2014 les plus significatifs sont les crues de 1800, crue la plus importante enregistrée à Orthez (H = 15,42 m au pont d'Orthez), du 23 juin 1875, exceptionnelle par son ampleur géographique, des 27 et 28 octobre 1937, la plus grosse crue enregistrée à Lourdes depuis 1875, du 3 février 1952, du 27 janvier 1972 (10,46 m à Orthez pour Q = 725 m3/s), du 28 novembre 1974, du 1er juin 1978 (3,40 m à Rieulhès pour Q = 504 m3/s) et du 19 juin 2013. Des cartes des surfaces inondables ont été établies pour trois scénarios : fréquent (crue de temps de retour de 10 ans à 30 ans), moyen (temps de retour de 100 ans à 300 ans) et extrême (temps de retour de l'ordre de 1 000 ans, qui met en défaut tout système de protection). La commune a été reconnue en état de catastrophe naturelle au titre des dommages causés par les inondations et coulées de boue survenues en 1982, 1983, 1993, 1996, 1997, 2009 et 2013,.

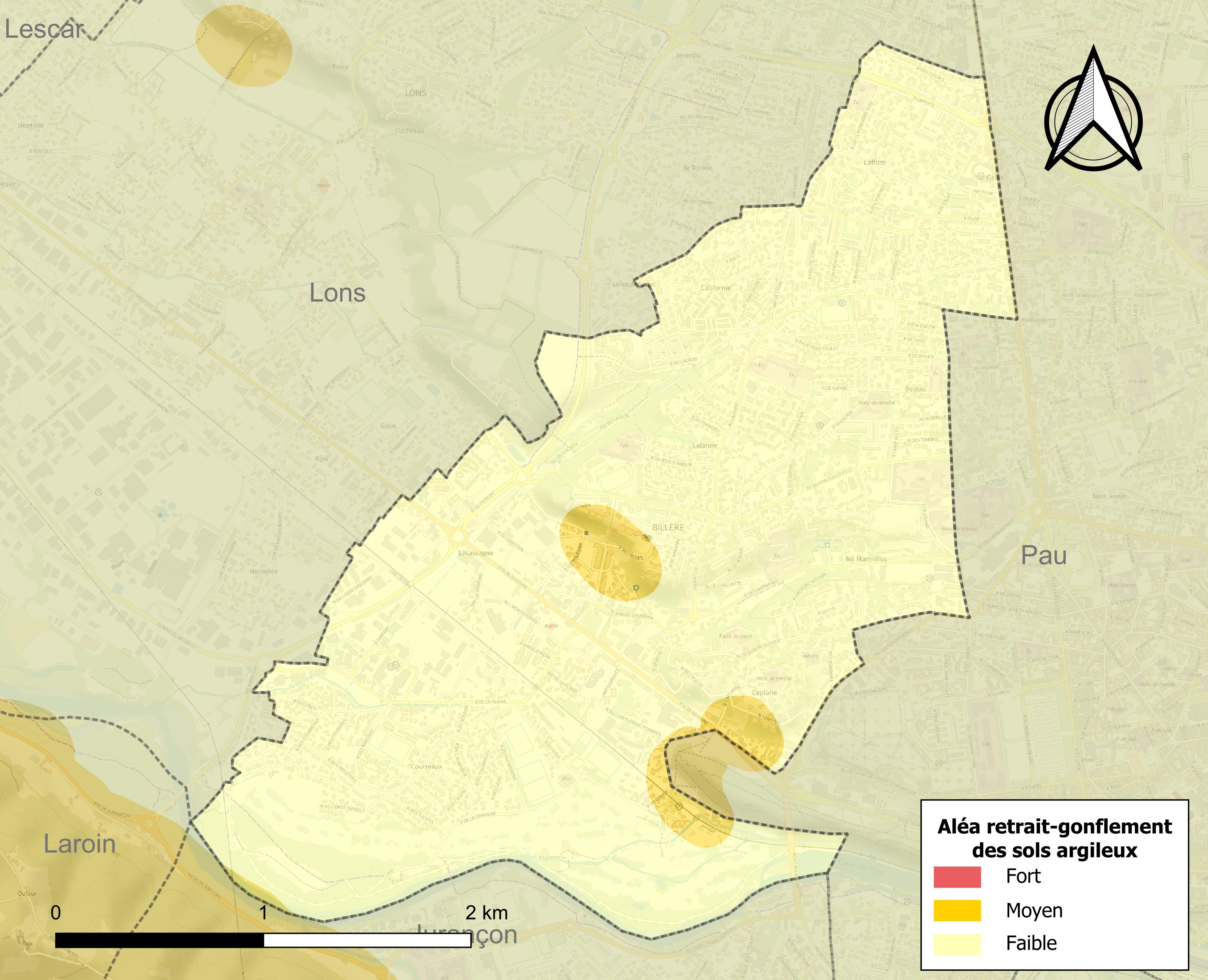
Carte des zones d'aléa retrait-gonflement des sols argileux de Billère.

Le retrait-gonflement des sols argileux est susceptible d'engendrer des dommages importants aux bâtiments en cas d’alternance de périodes de sécheresse et de pluie. 4,3 % de la superficie communale est en aléa moyen ou fort (59 % au niveau départemental et 48,5 % au niveau national). Depuis le 1er octobre 2020, en application de la loi ELAN, différentes contraintes s'imposent aux vendeurs, maîtres d'ouvrages ou constructeurs de biens situés dans une zone classée en aléa moyen ou fort,.
Concernant les mouvements de terrains, la commune a été reconnue en état de catastrophe naturelle au titre des dommages causés par des mouvements de terrain en 1983.

#### Risque particulier
Dans plusieurs parties du territoire national, le radon, accumulé dans certains logements ou autres locaux, peut constituer une source significative d’exposition de la population aux rayonnements ionisants. Selon la classification de 2018, la commune de Billère est classée en zone 2, à savoir zone à potentiel radon faible mais sur lesquelles des facteurs géologiques particuliers peuvent faciliter le transfert du radon vers les bâtiments.

## Toponymie
L'existence d'une communauté est attestée à Billère depuis le XIIe siècle au moins. Dans son histoire du Béarn Pierre de Marca cite des documents de 1154 dans lesquels il est question de G. Bennard de Bilere, de sa femme Anicelle et d'un certain Raimundus Gaïard de Bileles. Le nom de la commune apparaît ensuite sous les formes Bilhere (XIe – XIVe siècle, Anciens Fors), Vilhere (1385, censier de Béarn), Bilhere (1457, cartulaire d'Ossau), Vilhera (1539, réformation de Béarn), Billere (1793 et Bulletin des lois en 1901).
Son nom béarnais est Vilhèra ou Bilhère.

## Histoire

### Au Moyen Âge
Paul Raymond note qu'en 1385, Billère comptait onze feux et dépendait du bailliage de Pau. Ces premiers feux ou "ostaus". Ces 11 premières maisons billéroises étaient celles de : de la Sale, domenger ; de Montaut de Dominjoo ; de Condor d'Endre ; de P. de Horgues ; d'Arnauto de Nergassie ; de Berdolet de Bori ; d'Arnaut de Centva ; de Sabent ; d'Arnault Guilem de Vinhau ; D'Arnault Guilhem de Claverie ; de Bertran deu Planter.
Mais les registres paroissiaux ne commencent qu'en 1692. Ils laissent entrevoir une croissance qui s'accélérera au cours de la seconde moitié du XVIIIe siècle.

### Le passé anglais
Le 7 octobre 1813, l'armée de Wellington franchit la Bidassoa. Le 27 février 1814 se déroule la bataille d'Orthez. Les soldats britanniques découvrent le Béarn. De retour chez eux, ils racontent leurs découvertes, parlent de la clémence du climat et de la campagne si propice aux sports qu'ils aiment pratiquer (chasse, golf...).

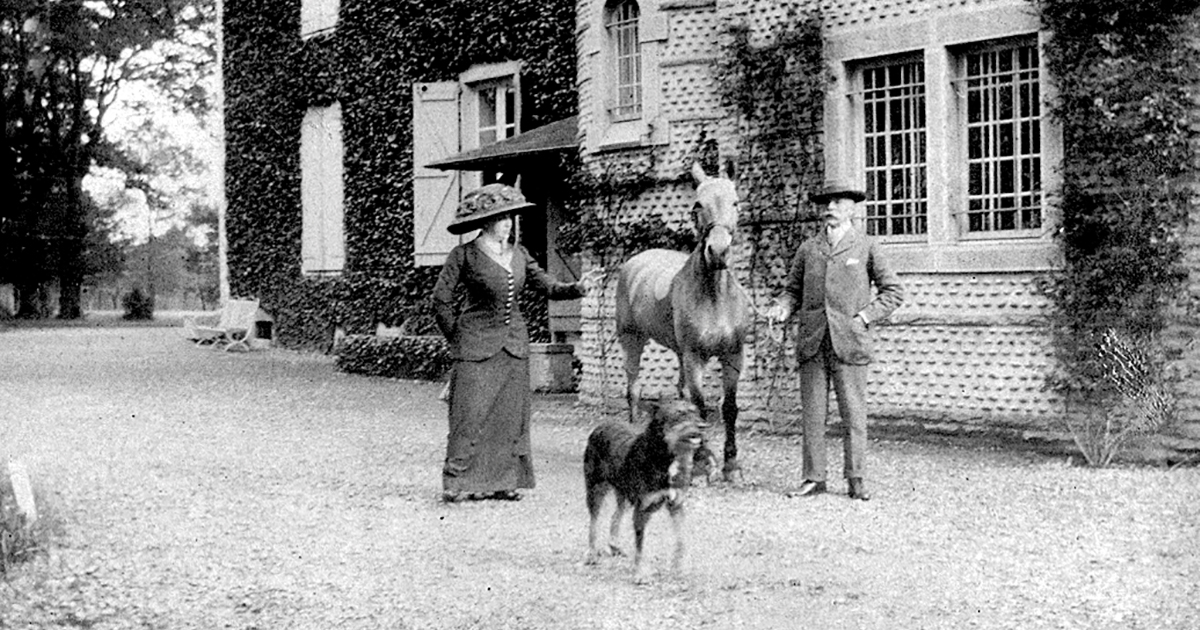
Le baron et la baronne d'Este
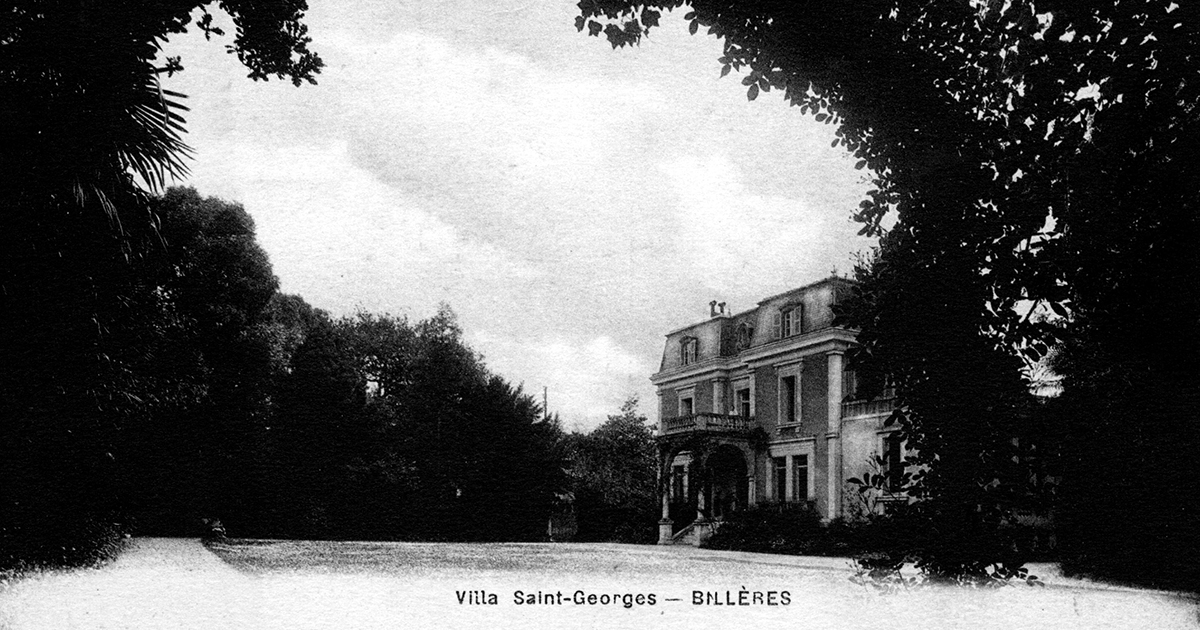
Villa Saint-Georges

Un médecin anglais, le docteur Alexander Taylor, qui était tombé amoureux du ciel de Pau, vante la stabilité et l'efficacité du climat pour certaines maladies. Un livre très apprécié qui fait la renommée de la région paloise et y attire l'aristocratie anglaise. Les Hôtels ne leur apportant pas entière satisfaction, ils construisent de nombreuses villas dont certaines, parfaitement conservées, subsistent encore.
- Les villas anglaises de Billère
- Les mondanités anglaises
- Les fêtes du Baron d'Este

### Le Pau Golf Club 1856
Le Pau Golf Club, créé en 1856, fut le premier parcours de golf de l'Europe continentale, et demeura le seul en France pendant trente ans ; cela s'explique par la présence de l'armée de Wellington dans la ville après la bataille d'Orthez du 27 février 1814. À partir de la Restauration, les Britanniques, séduits par la beauté du site et par la douceur du climat, viennent sans cesse plus nombreux passer l'hiver à Pau[réf. souhaitée].

## Politique et administration
Billère fait partie du canton de Billère et Coteaux de Jurançon

### Intercommunalité
Billère fait partie de six structures intercommunales :
- l'agence publique de gestion locale ;
- la communauté d'agglomération de Pau Béarn Pyrénées.
- le syndicat AEP de la région de Jurançon ;
- le syndicat d’énergie des Pyrénées-Atlantiques ;
- le syndicat intercommunal de défense contre les inondations du gave de Pau.

### Jumelages et coopération
- Crée le 19 juin 1991, le comité de jumelage organise et soutient les rencontres sportives, culturelles, scolaires et solidaires. Son principal objectif est de rapprocher les populations des trois villes :
- Sabiñánigo (Espagne) depuis 1989 ;
- Petersberg (Allemagne) depuis 1999 ;
- Soavinandriana (Madagascar) depuis 2017 (coopération).

## Équipements et services publics

### Enseignement
Billère est rattachée à l'académie de Bordeaux.
La commune dispose de cinq écoles maternelles et primaires publiques (Chantel, Lalanne, Laffitte, Marnières), d'un collège public (collège du Bois d'Amour), d'un établissement privé comprenant un collège, un lycée général et un lycée professionnel (Immaculée Conception Beau Frêne).

## Population et société

### Démographie
L'évolution du nombre d'habitants est connue à travers les recensements de la population effectués dans la commune depuis 1793. Pour les communes de plus de 10 000 habitants les recensements ont lieu chaque année à la suite d'une enquête par sondage auprès d'un échantillon d'adresses représentant 8 % de leurs logements, contrairement aux autres communes qui ont un recensement réel tous les cinq ans,.

En 2022, la commune comptait 14 037 habitants, en évolution de +8,28 % par rapport à 2016 (Pyrénées-Atlantiques : +3,78 %, France hors Mayotte : +2,11 %).
| 1793 | 1800 | 1806 | 1821 | 1831 | 1836 | 1841 | 1846 | 1851 |
| ---- | ---- | ---- | ---- | ---- | ---- | ---- | ---- | ---- |
| 517  | 330  | 367  | 377  | 412  | 480  | 531  | 570  | 550  |

| 1856 | 1861 | 1866 | 1872 | 1876 | 1881 | 1886 | 1891  | 1896  |
| ---- | ---- | ---- | ---- | ---- | ---- | ---- | ----- | ----- |
| 680  | 741  | 893  | 846  | 921  | 939  | 909  | 1 035 | 1 131 |

| 1901  | 1906  | 1911  | 1921  | 1926  | 1931  | 1936  | 1946  | 1954  |
| ----- | ----- | ----- | ----- | ----- | ----- | ----- | ----- | ----- |
| 1 198 | 1 206 | 1 200 | 1 416 | 1 605 | 1 916 | 1 930 | 2 358 | 3 082 |

| 1962  | 1968   | 1975   | 1982   | 1990   | 1999   | 2006   | 2011   | 2016   |
| ----- | ------ | ------ | ------ | ------ | ------ | ------ | ------ | ------ |
| 7 289 | 13 382 | 14 657 | 13 138 | 12 570 | 13 398 | 13 241 | 13 343 | 12 964 |

| 2021   | 2022   | - | - | - | - | - | - | - |
| ------ | ------ | - | - | - | - | - | - | - |
| 13 866 | 14 037 | - | - | - | - | - | - | - |

### Vie associative
La ville de Billère compte environ 150 associations dont l'annuaire est disponible sur le site de la commune. Chaque année a lieu la fête des associations plus communément appelée "En haut des marches", elle est née des réflexions menées par les associations de la commune dans le cadre de l'Atelier des Associations : une grande fête, gérée et organisées par les associations elles-mêmes, avec le soutien de la Ville.

### Sports et loisirs

#### Clubs sportifs

##### RC BAL
Le Rugby Club Billère - ASPTT Lescar (ou RC BAL) est un club de rugby à XV évoluant en championnat du Béarn.

##### Amicale laïque de Billère
La section basket-ball de l'Amicale laïque de Billère, dont les cadettes sont championnes départementale en 2007.

##### Pau Golf Club
Billère abrite le Pau Golf Club, premier club de golf de l'Europe continentale (1856)[réf. souhaitée].

##### Billère Handball Pau Pyrénées
Le Billère Handball Pau-Pyrénées, né de la section handball de l’Amicale Laïque de Billère crée en 1949, évolue en ProLigue (2e division) depuis 2013, après un passage éphémère dans l'élite. L'équipe évolue au Sporting d'Este.

##### ASL Billère
L'Association Saint-Laurent de Billère est le club de football représentatif de la ville. L'ASL Billère est un patronage catholique créé le 24 Septembre 1936, représentant la paroisse Saint-Laurent. Les footballeurs Edouard Cissé et Cédric Pardeilhan y ont fait leurs débuts.
Le club devient le Petit Poucet de la Coupe de France de football 2020-2021, atteignant le Huitième tour.

#### Équipements
Le Stade Municipal de Billère est inauguré en 1965, construit pour le club de rugby de la ville.
Le Sporting d'Este est une salle omnisports d'une capacité de 1500 places, qui accueille les matches du BHB.
Billère possède aussi une piscine municipale dont un bassin couvert et un bassin extérieur de 25 mètres chacun.

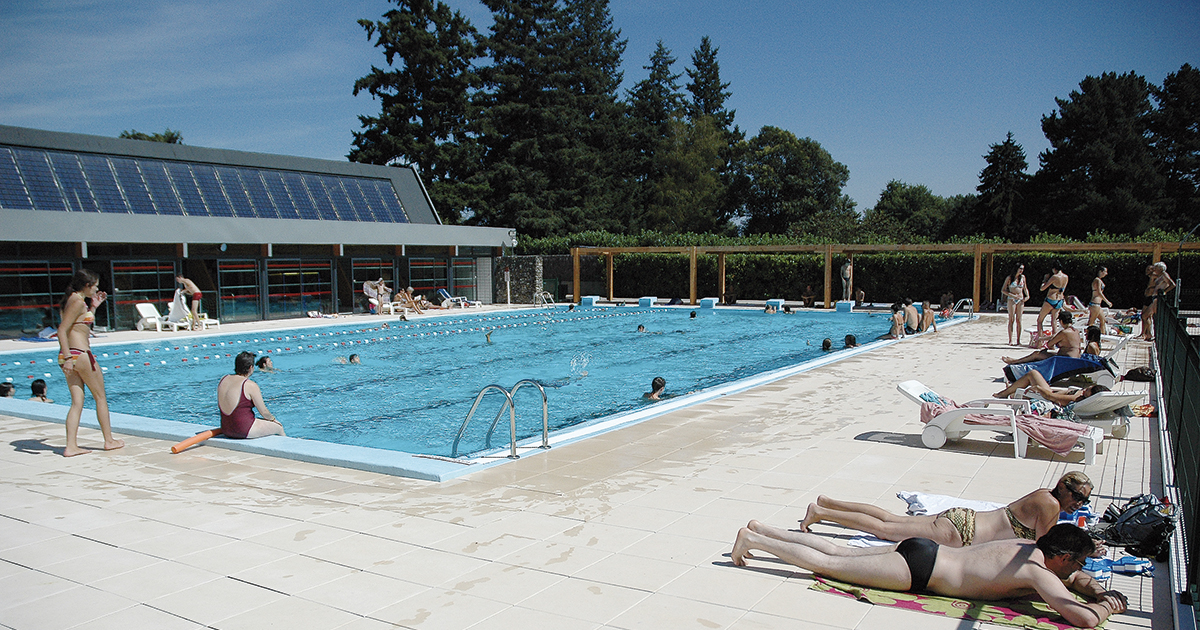
La piscine municipale
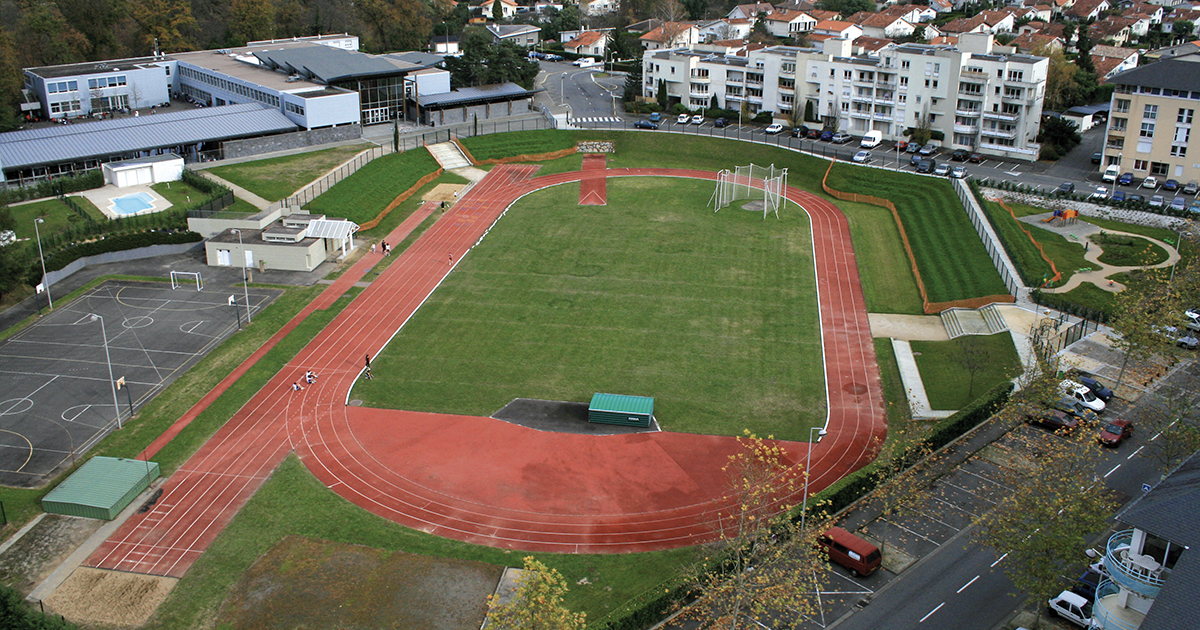
Le stade d'Este

### Médias
L'actualité de la ville de Billère est principalement traitée par le Groupe Sud-Ouest qui publie quotidiennement le Sud Ouest (édition Béarn et Soule), L'Éclair et La République des Pyrénées.

### Religion
Le culte catholique est présent au sein de la commune et elle dépend du diocèse de Bayonne, Lescar et Oloron. Billère compte 3 églises (église Notre-Dame de la Plaine, église Saint François-Xavier et église Saint-Laurent).

## Économie

### Entreprises et commerces
La plupart des commerces de la ville se situent sur les principaux axes de circulation comme la route de Bayonne, l'avenue Jean Mermoz et l'avenue Lalanne ainsi qu'autour des places Jules Gois et François Mitterrand. Le marché de la ville a lieu le samedi matin sur la place Jules Gois.

La zone industrielle de la Linière, Actitech et Actiparc concentrent la majorité des industries et des grandes entreprises.

## Culture locale et patrimoine

### Langue
Billère accueille le siège du Congrès permanent de la lenga occitana (Institut occitan), au château d'Este.

### Patrimoine religieux
Billère compte 3 églises (Église Notre-Dame de la Plaine, Église Saint François-Xavier et Église Saint-Laurent).

L'église Saint-Laurent date de la fin du XIXe ou du début du XXe siècle.

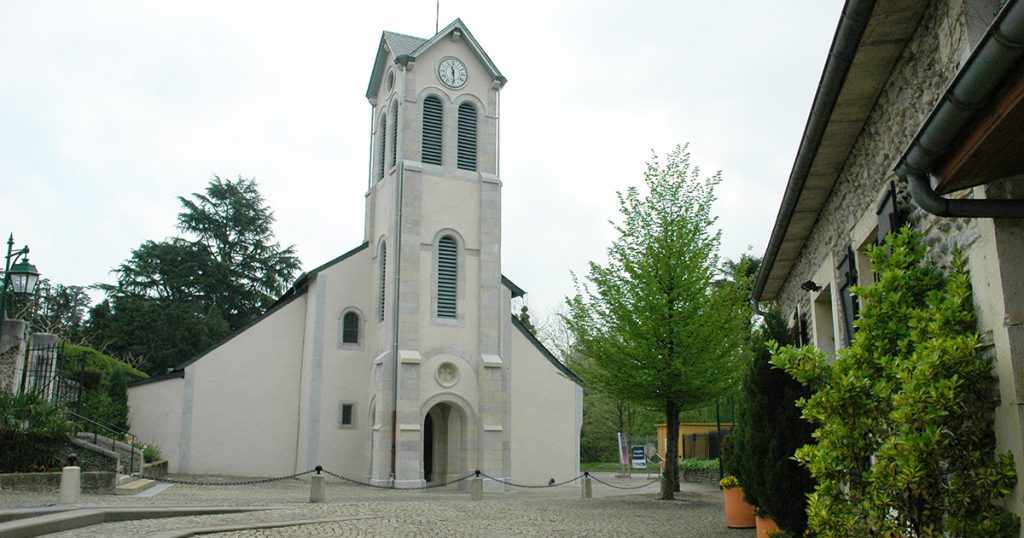
L'église Saint-Laurent
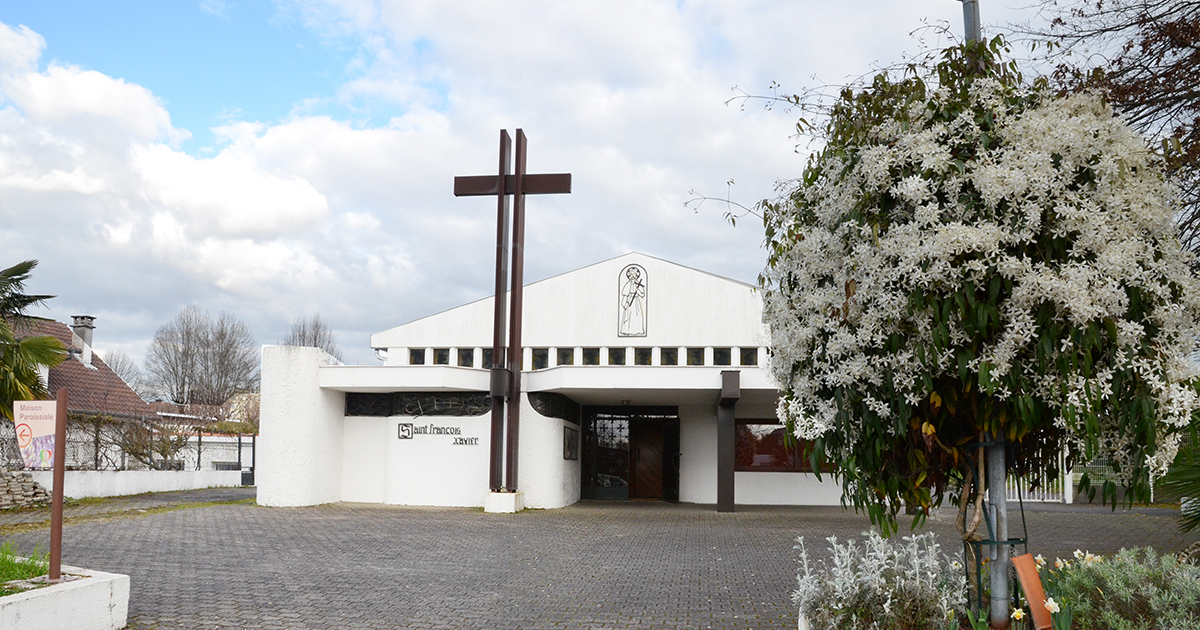
L'église Saint François-Xavier

### Patrimoine environnemental

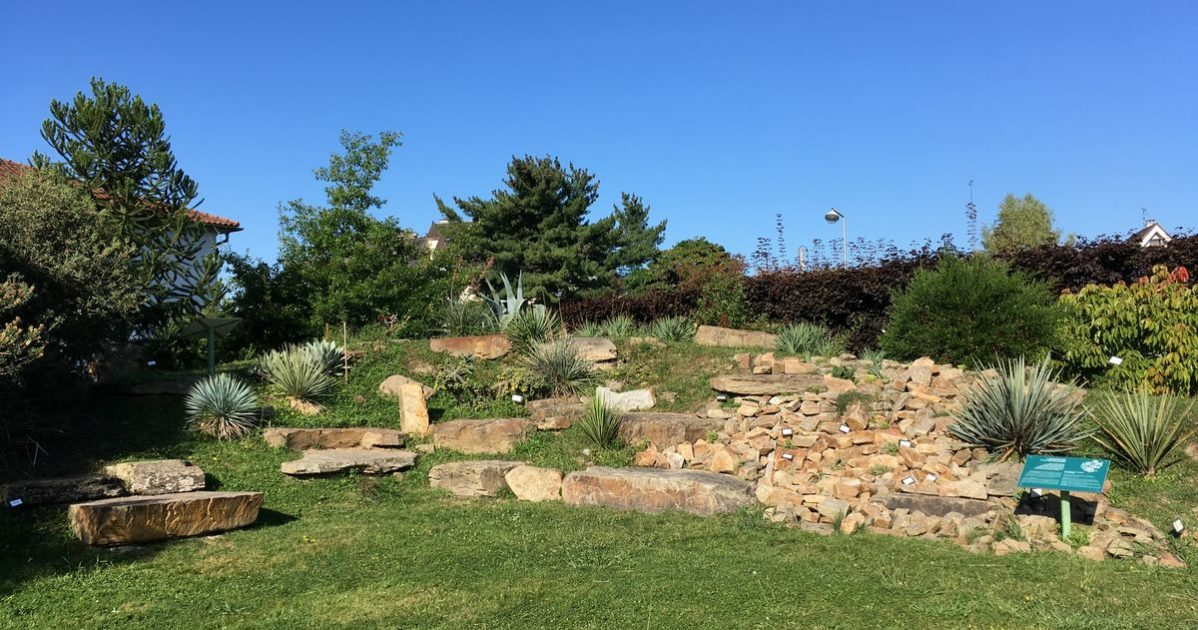
Jardin botanique Jeanne-Jugan

#### Jardin botanique Jeanne-Jugan
Inauguré le 30 juin 2012, le jardin Jeanne Jugan est le premier jardin botanique du Béarn.
Réalisé par le service des espaces verts de la Ville de Billère avec le soutien technique du botaniste Jacques Urban, comme il se décrit lui-même. Le jardin botanique de Billère est placé, pour tout ce qui concerne la nomenclature et la pédagogie botaniques, sous l'autorité scientifique du Jardin botanique des Pyrénées occidentales, créé en 1993 et membre des Jardins botaniques de France et des Pays francophones.

### Patrimoine culturel

#### Événements culturels
La première édition du festival du film web amateur a eu lieu en 2003 sur l'impulsion de l'association Baleine Prod et de la médiathèque de Billère. Il s'est déroulé à Billère le vendredi 9 et le samedi 10 mai, à la fois dans la  médiathèque et dans la  salle Robert De Lacaze] Le jury était présidé par Philippe Peythieu et Véronique Augereau, les voix françaises du dessin animé Les Simpson. À partir de 2004 ce festival s'est déroulé à Oloron-Sainte-Marie.
La ville organise depuis août 2019 le festival "Théâtre en liberté", un festival de théâtre d'une durée de 3 jours (29, 30 et 31 août) qui se déroule sur les berges du gave.

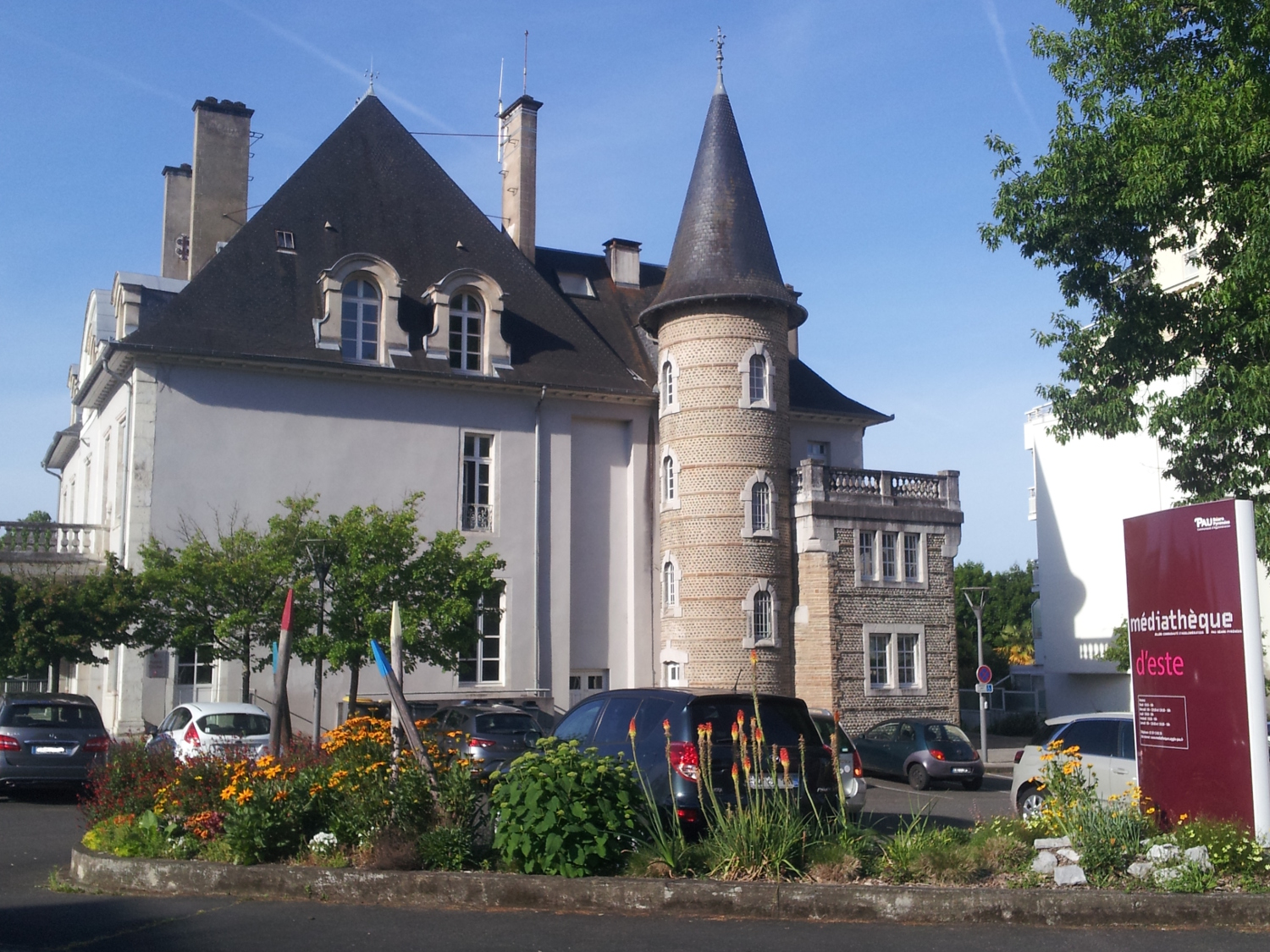
La médiathèque d'Este

#### Espaces culturels
La médiathèque d'Este fait partie du réseau des médiathèques de la Communauté d’Agglomération Pau Béarn Pyrénées. Elle met disposition des milliers de livres, DVD et CD, un espace multimédia et un auditorium de 100 places dans lequel se tiennent notamment les séances du Conseil municipal.

## Personnalités liées à la commune
Aline Alaux, née en 1813 à Bordeaux et morte à Billère en 1856, est une artiste-peintre et dessinatrice française.

Philippe Caloni, né en 1940 à Billère et mort en 2003 à Suresnes, est un journaliste français.

Édouard Cissé, né à Pau en 1978, a commencé le football à huit ans à l'AS Billère, en Poussin 2e année.